# Nassauer Haus

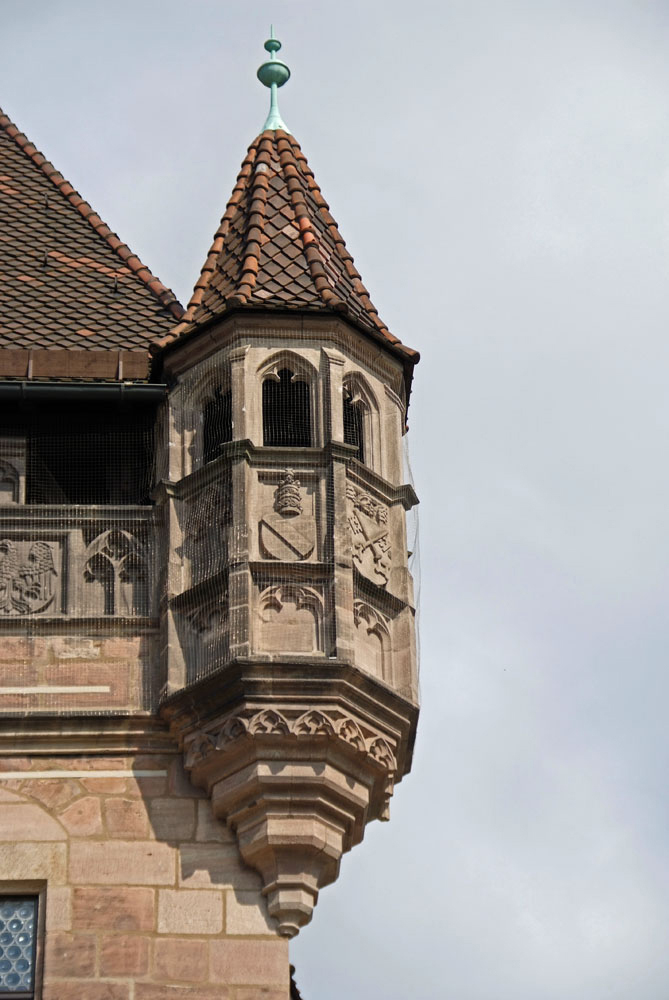
Tourelle d'angle.

La Nassauer Haus ou Schlüsselfeldersche Stiftungshaus à Nuremberg est une maison-tour résidentielle médiévale faite de grès rouge. Bien que construite à l'origine dans un style roman, la maison est toujours caractérisée par des éléments de style gothique après quelques rénovations. C'est la dernière maison-tour résidentielle subsistant à Nuremberg. 
La tour se trouve dans la vieille ville, en face de l'église Saint-Laurent. 

## Histoire
Le nom Nassauer Haus est utilisé depuis le XIXe siècle et est basé sur une référence erronée au roi Adolphe de Nassau au XVe siècle.  
La cave (avec une voûte nervurée irrégulière) et les deux étages inférieurs sont des XIIe ou XIIIe siècles. Au XIXe siècle, les voûtes de la cave et du rez-de-chaussée ont été surélevées. Les deux étages supérieurs, qui se distinguent clairement par leur maçonnerie régulière en pierre de taille des petits murs structurés des étages inférieurs, sont du XVe siècle. Au moins l'avant-dernier étage peut être attribué à une rénovation de 1422 par le propriétaire de l'époque Jobst Haug. Ulrich Ortlieb fit reconstruire le dernier étage avec sa frise d'armoiries et les trois tourelles vers 1433. 

## Frise des armoiries
Selon l'état actuel des connaissances, les armoiries suivantes sont attachées aux maisons suivantes (à partir de la tourelle d'angle sud-ouest): Archiduché d'Autriche, Grandes armoiries de la ville de Nuremberg, comté de Cilli, électorat de Trèves, électorat de Cologne, électorat de Mayence, roi des Romains, pape Eugène IV, Saint-Siège, ville de Rome, Empereur romain, royaume de Bohême, Palatinat du Rhin, électorat de Saxe, Marche de Brandebourg, église St Laurent de Nuremberg, Armoiries de la ville de Nuremberg, les armoiries d'Ortlieb. Avec son décor d'armoiries, la maison Nassau présente le premier exemple des deux armoiries de la ville, ainsi que de la juxtaposition du roi et de l'aigle impérial (à deux têtes). 
Elle n'est devenue qu'une «tour de défense» au XIXe siècle. Le changement extérieur le plus important est l'installation des ouvertures cintrées au rez-de-chaussée en 1836; l'une d'elles a été agrandie en porte vers 1900.

## Propriétaires
On ne sait rien des propriétaires d'origine du bâtiment. Peter Stromer (1310-1388) y aurait vécu, vers 1422 Jobst Haug, et en 1426 les frères Erasmus et Heinrich Schürstab possédaient le bâtiment. De 1427 jusqu'à son extinction en 1478, il appartenait à la famille patricienne Ortlieb de Nuremberg, puis aux mains de la famille Haller von Hallerstein. Willibald Imhoff aurait vécu dans la maison vers 1556. 
En 1581, les Schlüsselfelder von Kirchensittenbach acquirent la tour résidentielle et en firent leur siège à Nuremberg. Après leur extinction en 1709, le bâtiment est allé à la Fondation Schlüsselfelderschen Familienstiftung, une forme juridique spéciale et traditionnelle du droit des successions et des fondations de Nuremberg. Elle possède toujours la tour, administrée en alternance par les familles Kreß et Volckamer. 

## Effets de la guerre
La tour a été durement touchée par les bombardements américains en 1945. La reconstruction a eu lieu dans les années 1950 à 1952. Le bâtiment a été restauré par Rudo Göschel au nom de la Fondation Schlüsselfelderschen, qui en est toujours propriétaire à ce jour. 

## Illustrations historiques

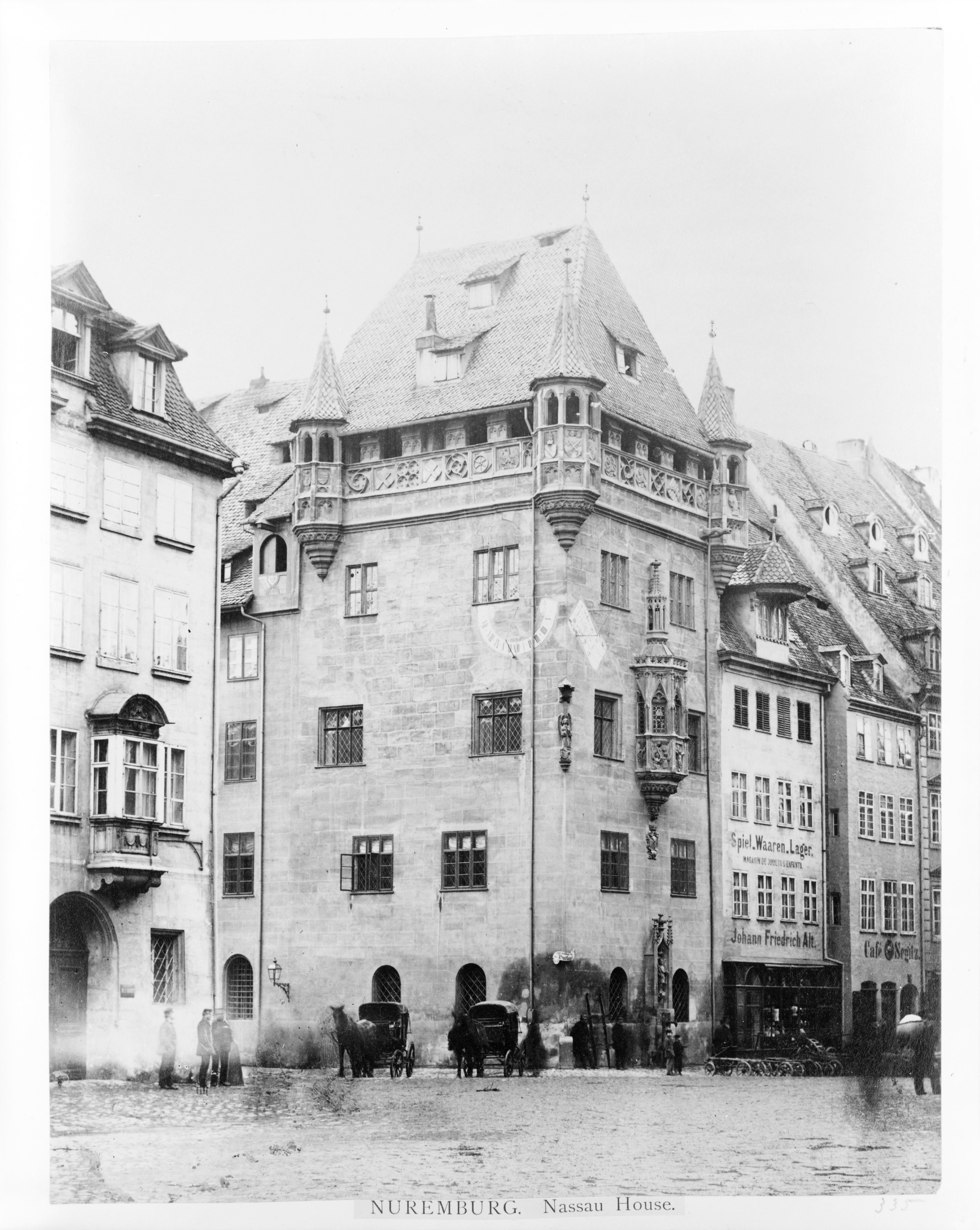
Photographie, 1860–1890.
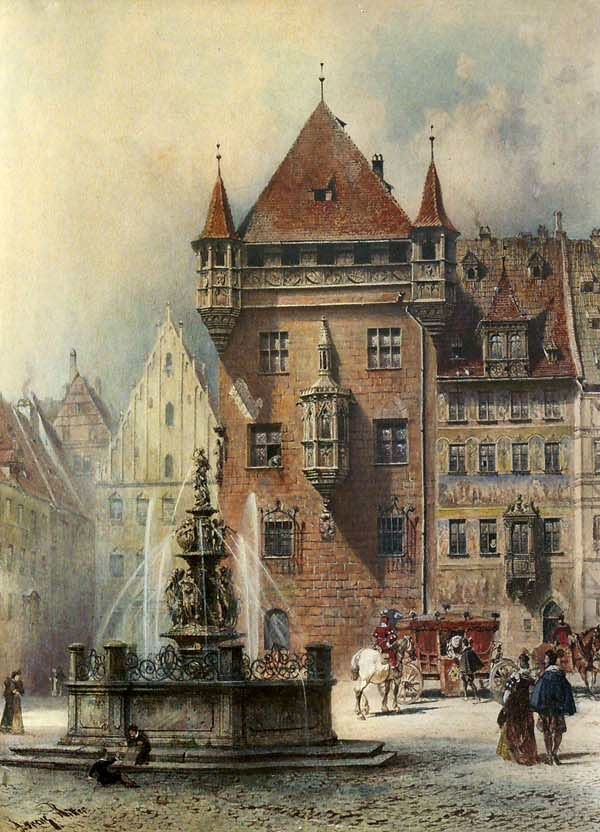
Aquarelle de Lorenz Ritter, vers 1900.
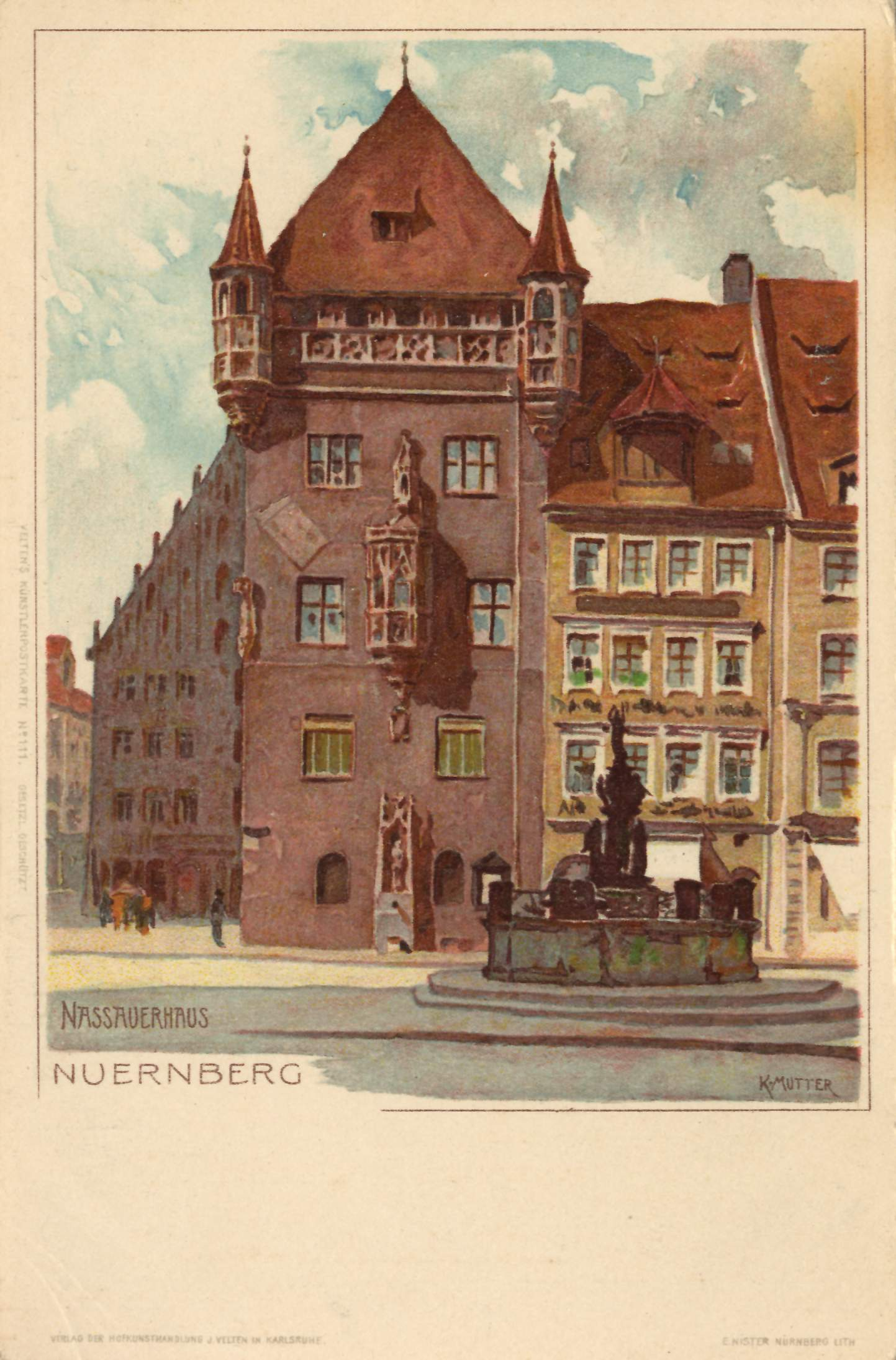
Carte postale, vers 1900.
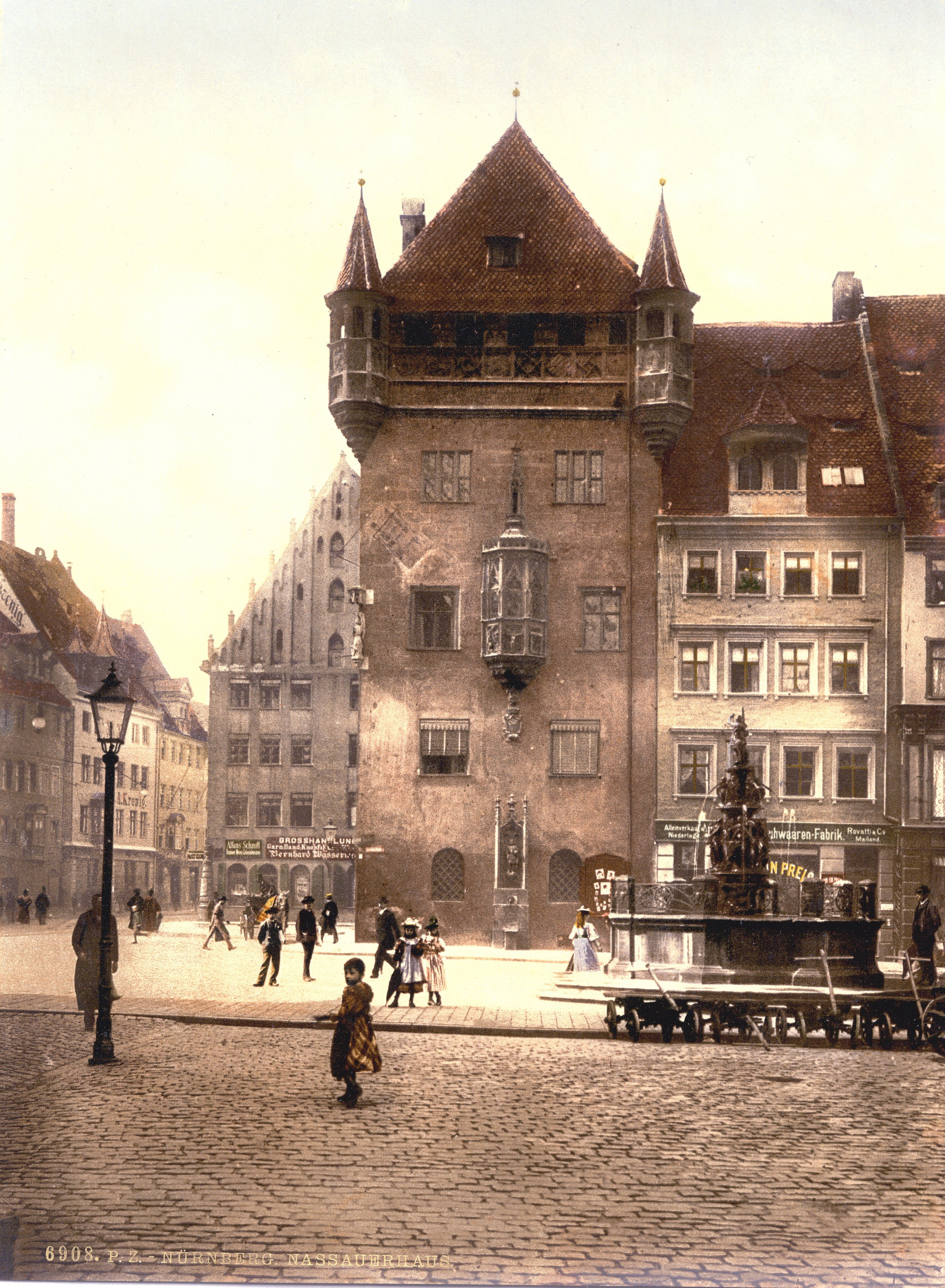
Tirage photochromique, vers 1900.
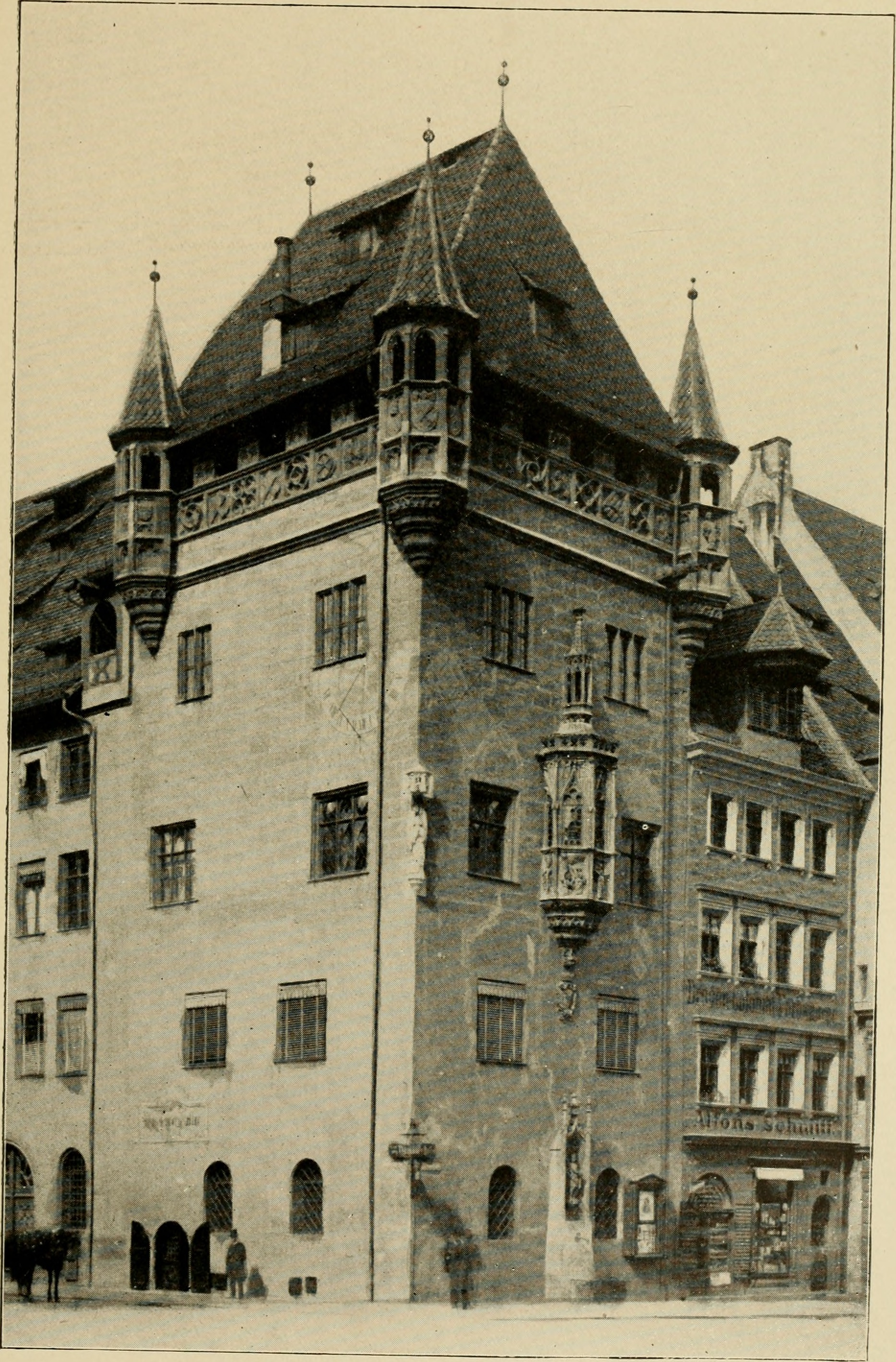
En 1907.

## Littérature
- Helge Weingärtner:
- Günter P. Fehring, Anton Ress (Gre. ), Wilhelm Schwemmer (arr. ): La ville de Nuremberg . (= Monuments d'art bavarois). 2. Édition. Deutscher Kunstverlag, Munich 1977,  (ISBN 3-422-00550-1), pp. 227-228
- Christoph von Imhoff (éd. ): Habitants célèbres de Nuremberg depuis neuf siècles . 2., erg. U. exp. Édition. Hofmann, Nürnberg 1989,  (ISBN 3-87191-088-0) (nouvelle édition: Edelmann Buchhandlung, 2000)

## Source
- (de) Cet article est partiellement ou en totalité issu de l’article de Wikipédia en allemand intitulé « Nassaeur Haus » (voir la liste des auteurs).